# Wietlica (owady)
Wietlica (Rubiconia) – rodzaj pluskwiaków z podrzędu różnoskrzydłych i rodziny tarczówkowatych.
Pluskwiaki o owalnym w zarysie, słabo wydłużonym, z wierzchu gęsto punktowanym ciele. Grzbietowa strona ciała ma ubarwienie głównie brązowe z głową niemal całkiem czarną lub czarnobrązową. Powierzchnia głowy jest wypukła oraz ma gęsto rozmieszczone, duże i głębokie punkty, a na nadustku niepunktowane żebro jaśniejszej barwy, biegnące przynajmniej w jego środkowej części. Przed biodrami odnóży przedniej pary nie występują płytkowate rozszerzenia spodu przedtułowia. Na śródpiersiu, między biodrami odnóży leży dobrze widoczne żebro, natomiast brak tam bruzdy. Na pleurytach zatułowia, w oddaleniu od bioder wyraźnie widać ujścia gruczołów zapachowych zaopatrzone w długie, zwężające się ku końcom kanały wyprowadzające. Otoczenie owych ujść jest matowe wskutek pomarszczenia i pobrużdżenia. Odwłok ma trzeci sternit pozbawiony skierowanego do przodu wyrostka.
Rodzaj palearktyczny, w Europie, w tym w Polsce reprezentowany tylko przez R. intermedia.
Takson ten wprowadził w 1860 roku Carla Augusta Dohrna. Obejmuje dwa opisane gatunki:
- Rubiconia intermedia (Wolff, 1811) – wietlica obwiedziona
- Rubiconia peltata Jakovlev, 1890